# Peter Strudl
Peter Strudl eller Strudel (1660 i Cles, Italien – 4. oktober 1714 i Wien) var en østrigsk billedhugger og maler. Hans værker udgør i Østrig overgangen til højbarok.

## Biografi
Mellem 1676 og 1686 blev Strudl engageret ved det kejserlige hof i Wien og fik sammen med broren Paul Strudl stilling som kejserlig hof- og kammermaler.
Han opsagde sin stilling efter at have købt en grund i en af Wiens forstæder og ladet bygge, hvad han kaldte Strudelhof. Heri dannede han i 1688 en privat kunstskole – den første almene uddannelsesinstitution til kunstnere udover lavordningen efter forbillederne Accademia di San Luca i Rom og det parisiske Academie Royale. Allerede i 1692 kunne statslige understøttelsespenge til skolen tilbagebetales. I 1701 blev Strudl udnævnt til friherre, og efter kejser Joseph I's ønske blev skolen i 1705 anført som kejserligt akademi. Skolens virksomhed endte med Strudls død, men blev gendannet i 1726 af Jacob van Schuppen, og Strudl tæller i dag som en af grundlæggerne af en af Europas ældste kunstakademier, Kunstakademi Wien.